# 2517 Orma
2517 Orma è un asteroide della fascia principale. Scoperto nel 1968, presenta un'orbita caratterizzata da un semiasse maggiore pari a 3,1845300 UA e da un'eccentricità di 0,1728338, inclinata di 2,62935° rispetto all'eclittica.
È stato così chiamato in riferimento al vocabolo italiano orma, nel senso di traccia, impronta. Va considerato inoltre che il nome è un anagramma di quello di un altro asteroide: 1257 Móra.